# Yann Raoul
Yann Raoul, né le 18 mars 1971 à Vannes, est un auteur-compositeur-interprète d'expression bretonne et française. Membre fondateur du groupe Arvest et ancien chanteur du groupe Añjel I.K. (de 1999 à 2003), il mène en parallèle une carrière solo depuis 2006.

## Biographie
Né à Vannes dans le Morbihan, Yann Raoul se passionne très tôt pour le chant traditionnel breton, avec une prédilection pour le répertoire vannetais. Il commence à chanter en fest-noz dès 1992 avec son premier groupe, Hirhoal. À partir de 1998, il chante aussi en kan ha diskan avec Yves Jégo (chants à danser du pays vannetais) et Sylvain Girault ("chants à danser de Haute Bretagne").
En 1999, Yann Raoul rejoint une nouvelle formation, Añjel I.K., avec laquelle il enregistre un premier titre pour la compilation Couleurs Régions (France Télévision/Sony Music). C'est à cette époque qu'il se lance dans l'écriture de premières chansons. En 2000, l'album Diank est nommé pour les Prizioù Frañs 3 (France 3). Añjel I.K. va tracer un sillon à part dans la musique celtique, en mélangeant airs traditionnels et créations nouvelles aux sonorités rock-groove. Jusqu'en 2003, le groupe se produit principalement sur des scènes rock, un peu partout en France, en Suisse, en Belgique et en Grande-Bretagne. 
Début 2000, Yann Raoul fonde avec son frère Erwan, Yves Jégo et David Er Porh, un nouveau groupe de fest-noz, Arvest. Cette formation inédite, composée de deux guitaristes et de deux chanteurs, sort un premier album en 2003, Distaol bras. Arvest obtient en 2008 le "prix Musiques bretonnes" du Grand prix du disque Produit en Bretagne pour son deuxième album Fantazi. Après Tri diaoul en 2010, le groupe sort un quatrième album, IV, en 2013.
En 2006, Yann est invité à interpréter ses nouvelles chansons lors de la première édition de "Talents en scène" à Quimper. Il se produit la même année au Festival de Cornouaille en première partie de Gilles Servat. En 2007, il bénéficie du soutien de France Bleu Breizh Izel pour son album Les figurants sorti en 2006 (L'Oz Production/Coop Breizh). Il s'affirme dans un style délibérément nouveau avec des mélodies marquées d'un enracinement évident dans la musique bretonne et des sonorités pop-rock très actuelles. Ses textes incisifs, écrits pour la plupart en breton, tournent en dérision les travers de la société : la déshumanisation, le discrédit de la pensée... Yann Raoul obtient le prix du meilleur album 2008 pour Les figurants lors des Prizioù Frañs 3 (France 3).
Avec l'album Noz an Nedeleg (« la nuit de Noël »), paru en octobre 2011, Yann Raoul propose 15 nouvelles chansons consacrées aux contes et légendes de Noël en Bretagne. Pour l'occasion, il s'entoure de 17 musiciens bretons dont Didier Squiban.
En 2015, paraît Sausalito, un album de chansons où les instruments acoustiques flirtent volontiers avec des sonorités électro-pop amenées par son complice Marc Gauvin aux guitares, claviers, à la co-composition et à la réalisation.

## Discographie

### En groupe
- Arvest :

- Añjel I.K. :

- Hirhoal :